# Rodrígo Ruíz
Rodrigo Ruiz (14 de abril de 1923 - 5 de maio de 1999) foi um futebolista mexicano que atuava como defensor.

## Carreira
José Naranjo fez parte do elenco da Seleção Mexicana de Futebol, na Copa de 1950.